# Little Misfortune
『Little Misfortune』（リトル ミスフォーチュン）は、スウェーデンのインディーゲームスタジオKillmonday Gamesによって開発及び販売されたポイント・アンド・クリックのアドベンチャーゲーム。Killmonday Gamesが2015年8月にリリースした前作『Fran Bow』と同じ世界を舞台に、頭の中の声に導かれ、自身の母親のために「永遠の幸せ」を求める、機能不全家族を持った8歳の少女・ミスフォーチュン（Misfortune）を中心に展開していく。
当初はMicrosoft Windows、Linux、macOS向けに2019年9月18日にリリースされた。AndroidやiOSといったモバイル版は2020年2月13日にリリースされ、PlayStation 4、Xbox One、Nintendo Switchといった家庭用ゲーム機向けは同年5月29日にリリースされた。

## システム
2.5次元の観点に設定すると、前方または後方にのみ移動できる。そしてゲームには特定の時点で、不幸（Misfortune）を選択する必要があり、これにより特別なアニメーションのカットシーンが流れる場合がある。また、壊れた花瓶を修理したり、モグラ叩きをするなど、特定のアクションをしたり、ミニゲームをプレイするなどして、ミスフォーチュンの手を導く。

## あらすじ
1993年、8歳のミスフォーチュン・ラミレス・エルナンデス（Misfortune Ramirez Hernandez）は、スウェーデンの架空の街オープンフィールド（Openfields）の郊外で虐待的な両親と、悲しく孤独な生活を送っていた。語り手であるミスター・ヴォイスは、今日がミスフォーチュンの死ぬ日だと語るが、ミスフォーチュンが彼の声を聞くことができると言った時は驚いている。ヴォイスはミスフォーチュンを彼女自身が「正しいか間違っているかではなく、結果だけがある」という選択をするゲームをするように誘う。ミスフォーチュンがゲームに勝った時、ミスフォーチュンに永遠の幸せの賞が与えられる。ミスフォーチュンはそれを受け入れ、ヴォイスはミスフォーチュンに最初のミッションは家を出ることであると告げる。ヴォイスの命令に続き、ミスフォーチュンはオープンフィールドの街を案内され、ミスフォーチュンがベンジャミン（Benjamin）と呼ぶ擬人化された狐に遭遇する。ヴォイスが何度かベンジャミンに警告し、ミスフォーチュンが近づきすぎると逃げていく。ベンジャミンを追いかけ、ミスフォーチュンはヴォイスが「モルゴ（Morgo）」という異次元として説明する本を見つける。ベンジャミンは明らかに、モルゴから子供たちを守るために努力しているが、子供たちと直接関わることを禁じられている「保護者」であった。モルゴから逃れると、ミスフォーチュンは自分の死体が車に轢かれたのを見て、自身の裏庭にいることに気づく。ベンジャミンはポータルを通してミスフォーチュンを第四の現実へと導き、そこでミスフォーチュンは死に、ベンジャミンはミスフォーチュンに期待していたと告げる。
ゲームの最中にミスフォーチュンが16の選択されたオブジェクトにきらめきを振りかけた場合、ミスフォーチュンの母親がミスフォーチュンの幸福を受け取り、彼女のマスクを脱いで微笑む別のエンディングに辿り着く。

## 開発
2015年末期までに、Killmonday Gamesは処女作である『Fran Bow』を完成させ、ゲームはグリーンライトであり、Steamでリリースされる予定であった。だが、予想よりもはるかに期間がかかり、Killmonday Gamesは資金を使い果たしてしまう。よって、ゲームの売上はスタジオが開発を続けられるようにするために重要視されていた。『Fran Bow』が成功した後、Killmonday Gamesは当時でいう「秘密のゲーム」に取り組み始め、これが後の本作となる。
2018年7月13日、Killmonday Gamesは新しいゲームのタイトルを発表した。その翌月、ゲームの進行状況に関する更新がYouTubeチャンネルにアップロードされ、リリーズ時までの26週間に更新がアップロードされていた。2019年9月2日、Killmonday Gamesはゲームが3週間弱後の2019年9月18日にリリースされることを発表した。リリース日の前日、『Fran Bow』の所有者は『Little Misfortune』を10％割引にすることを発表した。

## 評価
『Little Misfortune』はそのアートスタイルとテーマの側面を賞賛されたが、ゲームプレイの欠如、子供の素朴さなどといった特定のテーマの誤った扱い方、及び比較的短いゲームの長さを批判したレビュアーから様々なレビューを受けた。Metacriticにおけるゲームのスコアは平均で100点満点中57点である。
CD-Actionは、「このストーリーは自分がゲームがどれほど貧弱に描かれているのか、スタジオが子供の素朴さをどれほど酷く描写しているか、そして全てが行き過ぎているのではないかと思ったから『ゲームは大声で言うべきではないようなものだ』と思ったからではないが、自分を不安にさせた」と述べ、100点中45点を付けている。
Rock, Paper, Shotgunはレビューにて、「虐待といった幾つかのトピックは物語全体を支え、真の不快感の根拠となるよう幅広く使われている。だが、自殺のような他のトピックは、これまでにない衝撃の値に投げ込まれると感じる。その気持ちは、これらの大人の恐怖をはるかに幼いユーモアと共に置かれた色調の不一致からは助けられない。動物の例の死の後にうんちのジョークを妨害することは一切しないが、彼らはお互いが躓くようにしている。」と述べた。
Kotakuは肯定的なレビューをしており、「『Little Misfortune』の冒険は長くはないが、それにはとても意味がある。ミスフォーチュンは純粋な喜びの束であり、彼女の冒険が終わったとしても、一緒に時間を過ごすことに喜べるだろう。ミスフォーチュンが物語の暗い部分を通り過ぎてそよ風を吹き飛ばしている中、プレイヤーはミスフォーチュンが踊っている不吉な世界に気づくのだ。」と述べた。
Adventure Gamersは、ゲームの声の演技とストーリーを賞賛しながら、「最高の酷さ」における双方向性と節度が欠けている点を批判し、5点中3.5点を付けている。
GamersPackは固定的なレビューをしており、「ゲームは挑戦や典型的なゲームプレイに少し軽いかもしれないが、（暗い）ユーモアと心に満ちている。『Little Misfortune』は、Killmonday Gamesが『Fran Bow』で始めたのと同じように厳しい道を歩き続けている。もしあなたが可愛いものと気味の悪いもののミックスに興味があれば、このゲームはあなたのためのものになるでしょう。」と述べている。